# Никольское (Усманский район)
Нико́льское — село Усманского района Липецкой области. Центр Никольского сельсовета. Расположено в 12 км к северо-западу от города Усмани.
В период строительства укреплений усманского участка Белгородской черты во второй половине 1640-х годов был устроен Демшинский стоя́лый остро́жек. Своё название он получил по небольшой речке Демшинке. В 1683 году стоялый острожек превращён в город Демшинск. В XVIII веке Демшинск — центр существовавшего тогда Демшинского уезда.
В 1779 года он стал селом. Нынешнее название дано по Никольской церкви.
1837—1923 — центр Демшинской волости Усманского уезда Тамбовской губернии.
В селе родились Герои Советского Союза Яков Зайцев и Николай Касимов.
Улица Чапаева проходит по участку Усманского земляного вала.

## Население
| 2010 | 2011  |
| ---- | ----- |
| 1988 | →1988 |

## Переселенцы
В середине XVIII века переселенцы из Демшинска основали деревню Демшинку в истоке реки Матрёнки (ныне село Приозёрное).
Не позднее начала XIX века несколько жителей Демшинска основали на реке Плавице деревню Демшинку (ныне село).

## Школа
Школа расположена в современном типовом здании, рассчитанном на 480 мест, школа имеет 20 учебных кабинетов, материально-техническую и спортивную базу.
В 2012—2013 учебном году в школе обучается 144 ученика.